# Peter Sattmann
Peter Sattmann (* 26. Dezember 1947 in Zwickau) ist ein deutscher Schauspieler, Theaterregisseur und Bühnenautor. Seine Laufbahn startete 1969 am Deutschen Theater Göttingen. Erfolge auf der Bühne hatte er unter der Intendanz von Claus Peymann am Staatstheater Stuttgart. Seit 1973 stand er in über 180 Film- und Fernsehproduktionen vor der Kamera.

## Leben
Peter Sattmann, Sohn der Sängerin und Schauspielerin Gerda Sattmann und eines Heizers, übersiedelte 1957 mit seiner Familie aus der DDR in die Bundesrepublik Deutschland nach Friedrichshafen am Bodensee. Dort besuchte er das Graf-Zeppelin-Gymnasium. In der elften Klasse verließ er das Gymnasium, um zunächst Auftritte mit einer Band als Gitarrist wahrzunehmen, bevor er letztlich zum Schauspielfach fand. Er absolvierte seine Schauspielausbildung an der Neuen Schauspielschule München.
1967 heiratete Sattmann in München. Die Ehe, der die gemeinsame Tochter Katrin (* 1970) entstammt, wurde einige Jahre später geschieden. Von 1990 bis 1998 lebte er mit der Schauspielerin Katja Riemann zusammen, die er bei Dreharbeiten zu dem Fernsehfilm Von Gewalt keine Rede kennengelernt hatte und mit der er insgesamt neun Fernseh- und Kinofilme drehte. Die Ehe des Paars wurde in Deutschland nicht anerkannt, da sich das Paar von einem indischen Priester auf Mauritius trauen ließ. Ihre im August 1993 geborene gemeinsame Tochter Paula Riemann ergriff ebenfalls den Schauspielberuf und arbeitet daneben auch als Filmemacherin. 2019 veröffentlichte Sattmann unter dem Titel Mein Leben ist kein Drehbuch seine Autobiografie.

## Karriere

### Theater
Sattmann debütierte 1969 am Deutschen Theater Göttingen, wo er vor allem mit dem Regisseur Roberto Ciulli zusammenarbeitete. Von 1972 bis 1979 war er unter Claus Peymann am Staatstheater Stuttgart engagiert, wo er u. a. den Romeo in William Shakespeares Romeo und Julia, den Clov in Samuel Beckett Endspiel und die Titelrolle in der Uraufführung von Thomas Bernhards Komödie Immanuel Kant spielte. In den Jahren 1975 und 1977 wurde er zum „Schauspieler des Jahres“ gewählt. Im April 1979 wurde in Stuttgart mit Open End seine erste eigene Bühneninszenierung über eine fingierte Fernseh-Talkshow uraufgeführt. Danach verfasste er auch einige weitere Bühnenstücke, wie die Tragikomödie Der Erzbischof ist da, die Wissenschaftssatire Brave New Man oder die Satire Der Fallschirmspringer. Ab der Spielzeit 1979/80 spielte Sattmann – erneut unter Claus Peymann – am Schauspielhaus Bochum. 1984 hatte er ein Gastengagement an der Freien Volksbühne Berlin.

### Film und Fernsehen
Sattmann stand in einer Gastrolle als Walter in der ARD-Krimiserie Sonderdezernat K1 erstmals vor der Kamera. 1977 gab er sein Filmdebüt in Wolf Gremms Liebesdrama Die Brüder in der Rolle des Roman Fachmin an der Seite von Klaus Löwitsch und Doris Kunstmann. Seitdem wirkte er in zahlreichen Film- und Fernsehproduktionen. Im ARD-Zehnteiler spielte er 1984 neben Burghart Klaußner und Isabel Varell Das Rätsel der Sandbank den jungen Engländer Conway Carruthers. Doris Dörrie besetzte ihn 1985 als besorgten Vater Erwin Frank in ihrem Roadmovie Im Innern des Wals. In Die glückliche Familie spielte er 1987 den Archäologen Dr. David Lang. 1989 war er in Franz Peter Wirths Karambolage an der Seite von Constanze Engelbrecht als deren Filmehemann Tom Maiwald zu sehen, der mit seinem Wartburg mit dem BMW eines BRD-Bürgers zusammenstößt. 2001 spielte er neben Suzanne von Borsody unter Christine Hartmann in der Filmkomödie Wie buchstabiert man Liebe? den Star-Schriftsteller Tom Dellwig. Wiederholt übernahm er Gastrollen in Krimiformaten, u. a. Auf Achse, Der Alte, Tatort, Polizeiruf 110 und Wilsberg sowie weiteren Fernsehreihen, wie Das Traumschiff, Rosamunde Pilcher, Inga Lindström und Bella. Von 2016 bis 2019 spielte er neben Simone Thomalla den Klinikleiter Professor Gabriel in der ZDF-Fernsehserie Frühling.

## Filmografie

### Kino
- 1976: Die Brüder
- 1977: Tod oder Freiheit
- 1985: Im Innern des Wals
- 1989: Jenseits von Blau
- 1989: Zugzwang
- 1989: Der Geschichtenerzähler
- 1991: Bis zum bitteren Ende (Ao Fim da Noite)
- 1993: Abgeschminkt!
- 1997: Bandits
- 1998: Frauen lügen nicht
- 1999: St. Pauli Nacht
- 2011: Löwenzahn – Das Kinoabenteuer
- 2012: Mann tut was Mann kann

### Fernsehfilme
- 1979: Kotte
- 1980: Das Ziel (Regie: Hartmut Griesmayr, Buch: Karl Heinz Willschrei)
- 1981: Der Fall Maurizius (Fünfteiler)
- 1984: Feuer für den großen Drachen
- 1984: Kerbels Flucht
- 1984: Das leise Gift
- 1987: Das Haus im Nebel
- 1988: Ein naheliegender Mord
- 1989: Das große Geheimnis (Sechsteiler)
- 1989: Bastard (Dreiteiler)
- 1989: Karambolage
- 1991: Von Gewalt keine Rede
- 1991: Willkommen im Paradies
- 1992: Ihr glücklichen Augen
- 1992: Geboren 1999
- 1992: Einer stirbt bestimmt
- 1992: Der absurde Mord
- 1993: Wo warst Du in jener Nacht (Zweiteiler)
- 1993: Gefährliche Verbindung
- 1994: Ich klage an (Zweiteiler)
- 1994: Nur eine kleine Affäre (Fünfteiler)
- 1994: Tod in Miami
- 1994: Lauras Entscheidung (Regie: Uwe Janson)
- 1994: Glück im Grünen
- 1995: Eine Frau will nach oben
- 1995: Eingeschlossen – Die Nacht mit einem Mörder
- 1995: Nur der Sieg zählt
- 1995: Verliebte Feinde
- 1996: Schuldig auf Verdacht
- 1996: Angst hat eine kalte Hand
- 1996: Alte Freunde küsst man nicht
- 1997: Simones Entscheidung
- 1997: Virus X – Der Atem des Todes
- 1999: Verführt – Eine gefährliche Affäre
- 1999: Männer sind wie Schokolade
- 2001: Küss mich, Tiger!
- 2001: Engel sucht Flügel
- 2001: Wie buchstabiert man Liebe?
- 2001: Aszendent Liebe
- 2003: Die Eltern der Braut
- 2003: Tochter meines Herzens
- 2003: Liebe zartbitter
- 2004: Ein Gauner Gottes
- 2004: Schöne Witwen küssen besser
- 2005: Der letzte Tanz
- 2005: Liebe wie am ersten Tag
- 2006: Die Liebe kommt selten allein
- 2007: Noch einmal zwanzig sein …
- 2007: Der Sonnenhof
- 2007: Ich heirate meine Frau
- 2008: Mein Traum von Venedig
- 2008: 1:0 für das Glück
- 2008: Was glücklich macht
- 2008: Einmal Toskana und zurück
- 2009: Bleib bei mir
- 2009: Heute keine Entlassung
- 2011: Die Samenhändlerin
- 2012: Zu schön um wahr zu sein
- 2013: Die Erfinderbraut
- 2015: Kubanisch für Fortgeschrittene
- 2016: Ein Sommer in Dänemark
- 2019: Wenn’s um Liebe geht

### Fernsehserien und -reihen
- 1973: Sonderdezernat K1 (Folge Ganoven-Rallye)
- 1975: Eurogang (Folge Die letzte Lieferung)
- 1983: Ein Fall für zwei (Folge Zwielicht)
- 1984: Das Rätsel der Sandbank (10 Folgen)
- 1984–1986: Der Prins muß her (12 Folgen)
- 1986: Auf Achse (Staffel 2, Folge 25 Duell in Eldorado)
- 1986: Der Alte (Folge 108 Tödliche Freundschaft)
- 1987: Die Krimistunde (Folge 24 Der Schlaf des Gerechten)
- 1987: Die glückliche Familie (6 Folgen)
- 1988: Die Männer vom K3 – (Folge Schützenfest)
- 1990: Der Alte (Folge 148 Der Nachfolger)
- 1996: Unser Mann (3 Folgen)
- 1997: Liebling Kreuzberg (Folge Unter uns Machos)
- 1999: Das Traumschiff – Namibia
- 1999: Tatort – Traumhaus
- 1999: Polizeiruf 110 – Mordsfreunde
- 1999: Polizeiruf 110 – Kopfgeldjäger
- 2000: Die Motorrad Cops (Folge Ghetto-Kids)
- 2000: Der Havelkaiser (2 Folgen)
- 2000: Adelheid und ihre Mörder (Folge Glas in Gelee)
- 2001: Ein starkes Team – Lug und Trug
- 2002: Tatort: Schatten
- 2002: Blond: Eva Blond! – Der Mörder spricht das Urteil
- 2004: Der Bulle von Tölz – Der Tölzi
- 2006: Pfarrer Braun – Drei Särge und ein Baby
- 2008: Das Traumschiff – Kilimandscharo-Malediven-Indien
- 2008: Wilsberg – Das Jubiläum
- 2008: Im Tal der wilden Rosen – Fluss der Liebe
- 2009: Mord in bester Gesellschaft – Der süße Duft des Bösen
- 2009–2010: Unser Charly
- 2009: Utta Danella – Schokolade im Sommer
- 2009: Inga Lindström – Mia und ihre Schwestern
- 2009: Rosamunde Pilcher: Lass es Liebe sein
- 2009: Kreuzfahrt ins Glück – Hochzeitsreise nach Marrakesh
- 2010: SOKO Kitzbühel – Ganz in weiß
- 2011: Dora Heldt: Tante Inge haut ab
- 2013: Kreuzfahrt ins Glück – Hochzeitsreise nach Sizilien
- 2013: Utta Danella – Wer küsst den Doc?
- 2013: Bella (Folge Bella Familia – Umtausch ausgeschlossen)
- 2014: Dora Heldt – Herzlichen Glückwunsch, Sie haben gewonnen!
- 2014: Bella (Folge Bella Casa – Hier zieht keiner aus!)
- 2014: Inga Lindström – Sterne über Öland
- 2014: Katie Fforde – Wie Feuer und Wasser
- 2015: Tatort: Roomservice
- 2016–2019: Frühling (8 Folgen)
  - 2016: Zeit für Frühling
  - 2016: Hundertmal Frühling
  - 2017: Schritt ins Licht
  - 2017: Zu früh geträumt
  - 2017: Nichts gegen Papa
  - 2018: Wenn Kraniche fliegen
  - 2019: Sand unter den Füßen
  - 2019: Weihnachtswunder
- 2016: Emma nach Mitternacht – Frau Hölle
- 2018: Tatort: Kopper
- 2019: Katie Fforde – Wachgeküsst
- 2019: Das Traumschiff – Sambia
- 2020: Lucie. Läuft doch! (8 Folgen)

## Auszeichnungen
- 1975; 1977: Schauspieler des Jahres am Staatstheater Stuttgart

## Autobiografie
- Peter Sattmann: Mein Leben ist kein Drehbuch – Zeitpfeiler. Droemer, München 2019, ISBN 978-3-426-27789-8.